# Récif Glover
Le Récif Glover  est un atoll partiellement submergé au large de la côte sud du Belize situé dans la mer des Caraïbes. Il est à la limite sud de la barrière de corail du Belize et constitue l'un des trois atolls de celle-ci, outre le récif du phare et l'atoll Turneffe. Il appartient administrativement du district de Belize.

## Topographie
L'atoll de forme ovale mesure 32 km de long et 12 km de large. La lagune intérieure est parsemée d’environ 850 récifs et pinacles qui remontent à la surface. Les principales cayes comprennent :
- Amounme Point Cay,
- Northeast Cay,
- Long Cay,
- Middle Cay ,
- Southwest Cay.

## Écologie
l'attol Glover abrite l'une des plus grandes diversités de types de récifs de la Caraïbe occidentale.
Un grand site de frai pour le mérou de Nassau (Epinephelus striatus, une espèce en voie de disparition, est situé à l'extrémité nord-est de l'atoll. Il a été identifié comme l'un des deux seuls sites viables restants pour l'espèce, sur neuf sites connus à l'origine. En 2002, il a été déclaré réserve marine spéciale, définitivement fermée à la pêche.

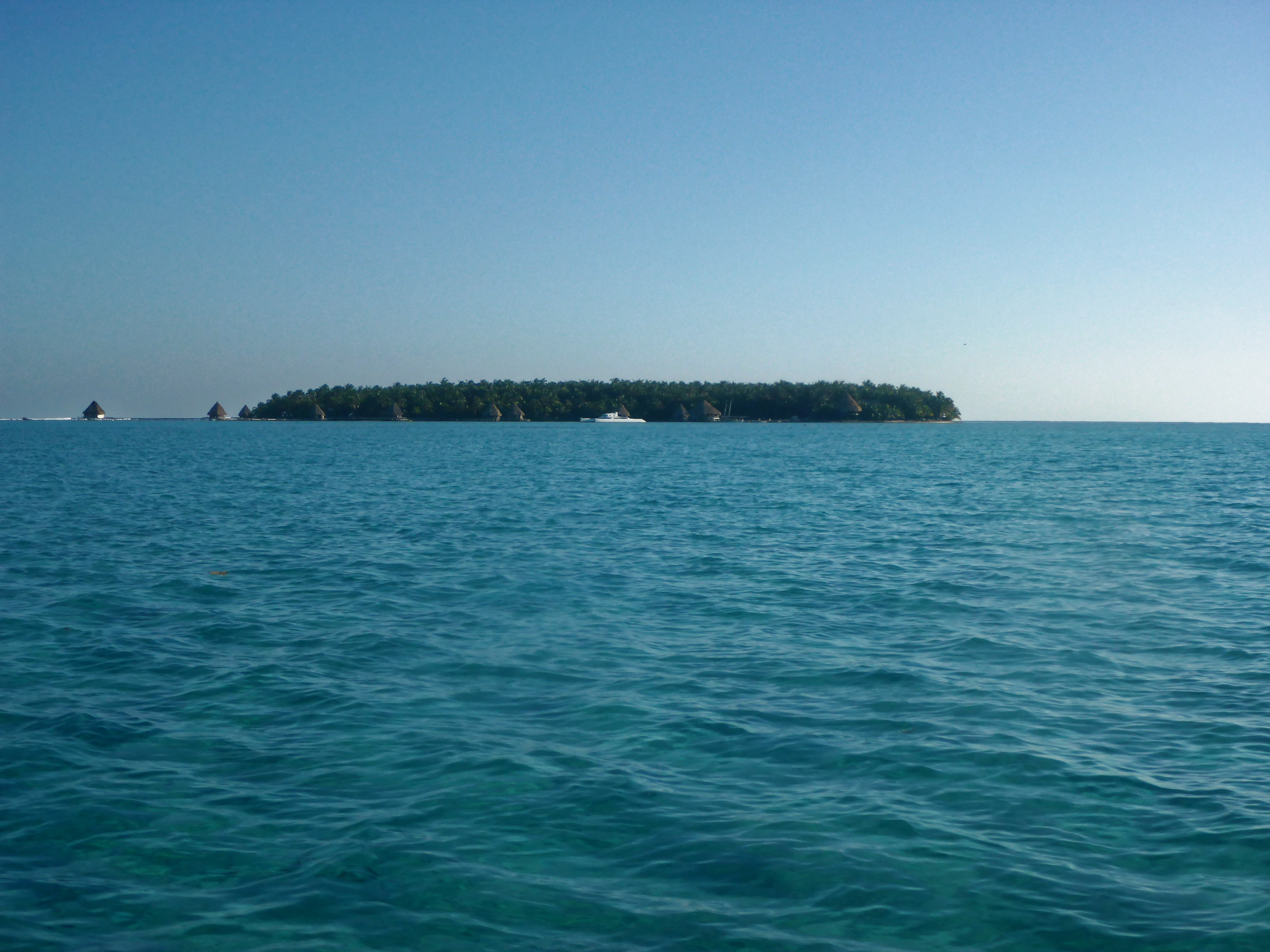
Northeast Cay
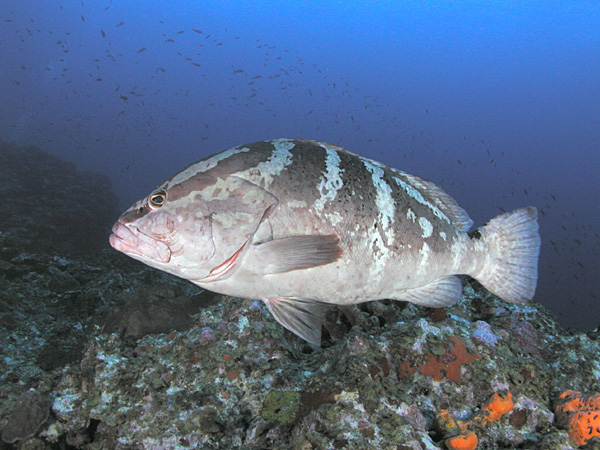
Mérou de Nassau

## Préservation
La Glover's Reef Marine Reserve a été créée en 1993. Elle est classée en catégorie IV de l'Union internationale pour la conservation de la nature (UICN).
Selon le Fonds mondial pour la nature (WWF) elle est considérée comme l'une des zones les plus prioritaires du système récifal mésoaméricainoffrant des zones de reproduction et d'alimentation et un habitat unique pour le homard, la conque et le poisson. En 1996, l'UNESCO l'a désignée comme l'une des sept zones protégées qui forment ensemble le système de réserves de récifs de la barrière de Belize (site classé au patrimoine mondial). 
La réserve marine est actuellement divisée en quatre zones de gestion différentes, chaque zone étant soumise à une réglementation stricte définissant les activités autorisées et interdites. 
La Wildlife Conservation Society (WCS) exploite la station de recherche sur Middle Cay. Elle a été ouverte en 1997 dans le but de promouvoir et de faciliter la conservation et la gestion à long terme du complexe plus vaste de la barrière de corail du Belize. Depuis son ouverture, la station a accueilli plus de 200 expéditions scientifiques et de recherche.